# 9116 Біллгамілтон
9116 Біллгамілтон (9116 Billhamilton) — астероїд головного поясу, відкритий 7 березня 1997 року.
Тіссеранів параметр щодо Юпітера — 3,567.